# Jóhann Berg Guðmundsson
Jóhann Berg Guðmundsson (ur. 27 października 1990 w Reykjavíku) – islandzki piłkarz,
grający na pozycji ofensywny pomocnik lub napastnik w Burnley.

## Życiorys
Karierę juniorską rozpoczął w Chelsea F.C. i Fulham.
Później wrócił na Islandię, by rozpocząć profesjonalną karierę w Breiðablik UBK. W tym klubie zaliczył tylko jeden, ale udany sezon, w lidze zagrał 22 mecze i strzelił 6 goli zaś w pucharze Islandii zagrał 3 mecze i strzelił 3 gole. To zwróciło uwagę AZ Alkmaar i przeszedł tam w lutym 2009 roku do drużyny rezerw. Zimą poważnie zainteresowany był nim IFK Göteborg, jednak do transferu nie doszło. Latem 2010 roku Jóhann został przeniesiony do pierwszej drużyny "Kalmarów", cały okres przygotowawczy spędził z pierwszą drużyną – spisał się nieźle, strzelając również bramkę. W pierwszej drużynie w oficjalnym meczu zadebiutował z zespołem, który się nim jeszcze niedawno interesował, IFK Göteborg (mecz odbył się w ramach eliminacji ligi europejskiej), napastnik zagrał pełne 90 minut i strzelił bramkę, lobując bramkarza rywali z ok. 20 metrów. Reprezentuje Islandię U-21, a wcześniej U-19. Zagrał też 6 meczów w seniorskiej reprezentacji.